# Gries (Familienname)
Gries ist der Familienname folgender Personen:
- Bernd Gries (* 1968), deutscher Fußballspieler
- David Gries (* 1939), US-amerikanischer Informatiker
- Ekkehard Gries (1936–2001), deutscher Jurist und Politiker (FDP)
- Friedrich Arnold Gries (1929–2019), deutscher Internist, Hochschullehrer, insbesondere Diabetologe
- Georg Gries (1900–1977), deutscher Tabakkaufmann und Leiter des Martinshofes in Bremen
- Gerhard Gries (* 1926), deutscher Rechtsanwalt, Hauptgeschäftsführer von Markenverband, Herausgeber der Zeitschrift Markenartikel
- Gundolf Gries (1943–2022), deutscher Politiker (CDU)
- Heinrich Gries (1807–1879), deutscher Kaufmann und Politiker
- Heinz Gries (1935–2022), deutscher Unternehmer
- Helen Gries (* 1984), deutsche Vorderasiatische Archäologin
- Helene Gries-Danican (1874–1935), deutsche Malerin
- Hermann Gries (1810–1892), deutscher Jurist und Oberaltensekretär der Freien und Hansestadt Hamburg
- Holger Gries, deutscher Poolbillardspieler
- Jana Dunja Gries (* 1998), deutsche Synchronsprecherin
- Johann Diederich Gries (1775–1842), deutscher Übersetzer
- Johann Ludwig Gries (1770–1828), deutscher Jurist und Advokat
- Johann Michael Gries (1772–1827), deutscher Diplomat und Politiker
- Jon Gries (* 1957), US-amerikanischer Schauspieler, Komponist, Produzent und Regisseur
- Konstantin Gries (* 1995), deutscher Schauspieler
- Rainer Gries (* 1958), deutscher Historiker und Hochschullehrer
- Roger Gries (* 1965), deutscher Ringer
- Roger William Gries (* 1937), US-amerikanischer Geistlicher, Weihbischof in Cleveland
- Sarah Kim Gries (* 1990), deutsche Schauspielerin
- Theo Gries (* 1961), deutscher Fußballspieler
- Thomas Gries (Wirtschaftswissenschaftler) (* 1960), deutscher Wirtschaftswissenschaftler
- Thomas Gries (Marketingmanager) (* 1962), deutscher Marketingmanager und Fußballfunktionär
- Thomas Gries (Ingenieurwissenschaftler) (* 1964), deutscher Ingenieurwissenschaftler
- Tom Gries (1922–1977), US-amerikanischer Regisseur
- Uta Boockhoff-Gries (* 1944), deutsche Architektin
- Wilhelm Gries (1894–1971), deutscher Journalist
- Wilhelm Gries (Politiker) (1896–1957), deutscher Politiker (CDU)